# Duškovci
Duškovci (Servisch cyrillisch Душковци) is een plaats in de Servische gemeente Požega. De plaats telt 369 inwoners (2002).